# Užitni smrček
Užitni smrček ali mavrah (znanstveno ime Morchella esculenta) je gliva iz rodu smrčkov (Morchella). Raste spomladi, podoben pa je satju različnih velikosti, oblik in barv. Obstaja več različkov užitnega smrčka, ki jih nekateri avtorji opisujejo kot samostojne vrste.
Raste na lokah, travnikih, v sadovnjakih in listnatih gozdovih z jeseni in podlesno vetrnico.

## Značilnosti
Trosnjak je visok od 12 do 14 cm, votel, glava sprva jajčasta, komaj kaj višja kakor široka, jamičasta. Ostenje jamic je sprva sivo-rumenkasto, z zorenjem je vse manj sivkasto, nazadnje postane povsem temno rumene barve. Robovi vmesnih sten ostanejo beli do bledo rumeni in debeli. Jamičasta glava preide vodoravno v steno beta.
Trosovnica je na vsej površini, razen na robovih ostenja, svetlo sive barve, postane izrazito rumena. Na robovih sten so mešički sterilni (brez trosov). 
Bet je votel, visok od 3 do 10 cm in širok od 0.6 do 3 cm, gladek, posut z drobnimi belimi zrnci, bledo rumen. Dnišče je nekoliko odebeljeno s posameznimi gubami, včasih s podvojeno steno in vmesnimi špranjami.
Meso je čvrsto, nekoliko prožno, vendar lomljivo, bledo rumeno in voskastega videza.

### Mikroskopske značilnosti
Trosi so elipsoidni in gladki. Stene so tanke in prosojne. Velikost 18–22 x 12,5–14 µm. Mešički v katerih zori po 8 trosov so valjaste oblike in prosojni.

### Uporabnost
Užitni smrček je ena izmed najbolj cenjenih gob, a je le pogojno užiten, ker surov povzroča prebavne težave. Vsebuje namreč majhno količino toksinov, ki jo nevtraliziramo s kuhanjem ali pečenjem.
Razmerja med glavnimi prehranskimi sestavinami na osnovi suhe teže so naslednja: ogljikovi hidrati 38,0%, beljakovine 32,7%, vlaknine 17,6%, maščobe 2,0% in pepel 9,7%.